# 백석고등학교 (인천)
백석고등학교(白石高等學校)는 대한민국 인천광역시 서구 백석동에 있는 공립 고등학교이다.

## 학교 연혁
- 1995년 8월 15일 : 백석고등학교 설립 인가
- 1997년 3월 1일 : 민무일 초대 교장 취임
- 1997년 3월 3일 : 첫 입학식, 640명 입학(남 5학급, 여 7학급)
- 2000년 2월 11일 : 제1회 졸업식 609명 졸업
- 2023년 9월 1일 : 제13대 김성민 교장 취임
- 2024년 1월 5일 : 제25회 졸업생 341명(졸업생누계 11,330명)
- 2024년 3월 4일 : 2024학년도 입학생 413명(남 6학급, 여 6학급)

## 참고 자료
- 백석고등학교 - 한국교육학술정보원 학교알리미